# عبد الباقي المكاشفي
عبد الباقي المكاشفي القادري ( 1867م - 1960م) هو أحد أعلام التصوف في العالم الإسلامي والسودان.

## تمهيد
هو أحد أعلام التصوف الإسلامي، في العصر الحديث وأحد أهم الشخصيات المؤثرة في هذا المجال. من المعلوم أن الطرق الصوفية هي جماعات دينية، والمعروفين بالصوفية، ينسبون في إلى أهل الصفة وهم قوم في عهد النبي من المهاجرين وبعض الأنصار كانوا حوالي أربعمائة رجلاً، لاشغل لهم إلا تدارس كتاب الله الكريم وكانوا يجلسون في المسجد تحت سقيفة يقال لها الصفة بتشديد الصاد مع ضمها. وكذلك ينسب الصوفية إلى لبس الصوف وهو كناية عن الزهد في الدنيا وعدم الإقبال عليه. وفي الحديث عن النبي أنه قال: (خيرت بين أن أكون نبياً ملكا أو نبيا عبداً فاخترت أن أكون نبياً عبداً). وهو أحد الذين وقفوا عند حدود الشريعة المحمدية فأدوا ما أمرهم الله تبارك وتعالى وانتهوا عما حرمه الله، وأعرضوا عن مفاتن الدنيا وزخارفها فزهدوا فيها واقتفوا ءاثار الرسول صلى الله عليه وسلم وتمسكوا بالشريعة وعملوا بمقتضاها. وأحد هؤلاء الأئمة الكرام العلماء العاملون الأستاذ الإعظم والملاذ الأفخم الولي الشهير والقطب الكبير العارف بالله سيدي الشيخ عبد الباقي عمر أحمد المكاشفي رضي الله عنه.
وأيضاً يقال لهم صوفية لصفاء نفوسهم لاشتغالهم بالطاعات واجتناب المخالفات.الشيخ عبد الباقي عمر أحمد المكاشفي: هو مؤسس الطريقة القادرية المكاشفية. ولد بشنبلي ريفي سنار في العام 1867. حفظ القرآن الكريم ودرس العلوم الشرعية وعلوم الفقه والحديث على يد مجموعة من العلماء. وضع أساس وأذكار الطريقة القادرية المنسوبة للشيخ عبد القادر الجيلاني المشهور ببغداد. التي كان قد أخذها من الشيخ عبد الباقي الأبيض. انتشرت الطريقة في عهده وبنيت المساجد ودور العلم والعبادة وصارت الشكينيبة مقصداً للطلاب والزائرين والضيوف من كافة بقاع الأرض. واستقر به المقام في الشكينيبة حتى توفي ودفن بها في الثالث من يونيو 1960.

## مولده ونشأته
ولد رضي الله عنه في قرية شنبلي من نواحي ريفي سنار بالسودان فجر يوم الأربعاء الرابع من شهر رجب سنة 1284 هـ الموافق 1867 ميلادية. فرحب به والده الحاج عمر وفرح به فرحًا كبيرًا وأذّن في أذنيه وسلم عليه مقبلاً يده وروي أنه قال أمام ملأ من الناس" مرحبًا بسيد أبيه.

## كنياته وألقابه
كني بأسماء كثيرة فهو أبو عمر، وأبو الجيلي، وأبو عبد الله، وأبو الطيب وأبو المهدي، وأبو موسي، وأبو محمد، وأبو الفاتح، وأبو التقي.
ولقب بالنادر، وبالرشيد، وبأبي الكل، وبأبي الهمال، وبي مهال، وبالكشيف، وبالحفيان، وبكحل الجلاء
وكما أنه معلوم فإن كثرة الأسماء من عظمة المسمى.

## نسبه
نسبه رضي الله عنه من جهة أبيه
هو العارف بالله تعالى الشيخ عبد الباقي ابن الشيخ الحاج عمر بن الشيخ أحمد المكاشفي ابن السيد محمد الهارب بن الشيخ علي المادح بن زيادة بن حسان الإدريسي التلمساني بن السيد آدم بن السيد أحمد بن السيد علي بن السيد محمد بن أحمد الدسوقي بن السيد موسي الطاهر بن عبد العزيز النادر بن السيد عبد الرازق الخليفة بن السيد عيسى الصوام بن السيد آدم بن عبد الحفيظ الطيار بن هارون الصادق بن سعد الخفي بن عامر الخطاف بن السيد أحمد بن السيد داود بن السيد حسن الدوري بن السيد موسى الطامع بن السيد الحسين بن أكمل بن أحمد بن السيد محمد نور بن السيد عبد الرازق بن الفضل بن السيد عبد القادر بن السيد عبد العزيز بن السيد عطاء الكريم بن السيد محمد الجواد بن السيد علي الرضا بن السيد موسى الكاظم بن السيد جعفر الصادق بن السيد محمد الباقر بن السيد علي الأصغر زين العابدين بن الإمام الحسين بن الإمام علي بن أبي طالب كرم الله وجهه ابن عم رسول الله صلى الله عليه وسلم.(وهو النسب الموجود بداخل ضريح الشيخ عبد الباقي المكاشفي)
أما نسبه من جهة أمه
فهو العارف بالله تعالى الشيخ عبد الباقي ابن السيدة فاطمة بنت أحمد أبو القاسم بن الضو بن البكري بن علي بن عبد الرحمن بن السيد طه بن الشيخ علي النيل بن الشيخ الهميم بن الشيخ الصادق بن السيد عبد الرحمن بن حسن معشر بن عبد النبي بن ركاب بن السيد غلام الله بن عائد بن أحمد المقبول بن السيد محمد الزيلعي بن السيد عمر بن السيد محمود بن المختار بن هاشم بن السيد سراج بن محمد بن السيد علي بن أبو القاسم بن السيد موسى بن السيد إسماعيل بن السيد موسى الكاظم بن السيد جعفر الصادق بن السيد محمد الباقر بن السيد علي الأصغر زين العابدين بن الإمام الحسين بن السيدة فاطمة الزهراء بنت النبي صلى الله عليه وسلم.وهو النسب الموجود بداخل ضريح الشيخ عبد الباقي المكاشفي).

## صفاته
واشتهر الشيخ بالمكاشفي، والمكاشفي من الكشف المعروف عند الصالحين، ودليله قوة الفراسة وقد لقب به جده الشيخ أحمد وانطبق عليه انطباقا كاملاً وبه كانت شهرته وشهرة أبنائه وأتباعه من بعده.

## زهده وأخلاقه
كان الشيخ المكاشفي متخلقًا بالأخلاق المحمدية، متمسكا بالسنة، تسرك نظرته، وترغبك في الآخرة أفعاله، وتزهدك في الدنيا خصاله، لا يرى لنفسه فضلاً على أحد، ولا يمن على من أرشد، لين العريكة، حسن المجالسة، جميل الملاطفة، إذا حدث صدق، وإذا عاهد أوفى، وكان رضي عنه لا يقابل أحدا بما يكره، متواضع للناس ولله، ويكرم أهل الفضل والأقارب ويصل الجيران وذوي العاهات والبلايا وينفق عليهم بما عنده بالكثير والقليل.

## كراماته
أما كرامات الشيخ ومناقبه فكثيرة جدًا منها أنه كان يخاطب الوافدين عليه من سائر البلاد كل على حسب لهجته قبل أن يبدأ الوافد بالكلام، ولو أردنا حصر كراماته لضاق المقال عنها. وفي طرف المسيد حفيراً عميقاً وواسعاً وقد حفرها المكاشفي بيده عام 1927 مع خواص مريديه وطلابه بغرض أن يجمع ماء المطر فيها للري والشرب والطهارة وللبهائم.

## من أقواله

المكاشفي مع تلاميذه بقرية الشكينيبة

ينبغي للفقير أي الصوفي أن يكون: أوسع الناس صدرًا، ضحكه تبسمًا وإستفهامه تعلمًا، مذكرًا للغافل، لا يؤذي من يؤذيه، ولا يخوض فيما لا يعنيه، قليل الأذى، ورعًا من المحرمات، بِشره في وجهه، حزنه في قلبه، مشغولاً بفكره، مسرورًا بفقره، لا يكشف سرًا ولا يهتك سترًا حسن الأخلاق، لين الجانب، طويل الصمت، جميل النعت، صبورا على من أساء إليه، لا يكون عنده جحود، أمين على الأمانة، بعيد عن الخيانة، خلقه الحياء، كثير التحمل، كثير الصلوات والصيام، لا سبابًا ولا مغتابًا لا نمامًا ولا ذمامًا، ولا حسودًا ولا كنودًا، له لسان مصون وقوله موزون وقلبه محزون.

## من مصنافاته
منظومة «تعالى الرب» نظم فيها عقيدة التوحيد، وأضاف إليها ما صارت تجمع عقائد أهل السنة، ورد فيها على المبتدعة.
أرجوزة التوحيد : جمع فيها ما يحتاج المكلف لمعرفته من عقائد التوحيد. وقد بين في هذه المنظومة معنى الشهادتين.
ديوان المديح : للشيخ نظماً كثيراً في مدح النبي صلى الله عليه وسلم والصالحين وقصائد النصح والإرشاد مما يضيق المجال لحصره، وأشهرها قصيدته (جلّ جلاله).
النصائح : وهي مجموعة من النصائح أشهرها (النصائح التسع) وجهها الشيخ لتلاميذه ولعامة المسلمين.
التوسلات : وفيها عدد من المنظومات الصغرى والكبرى في التوسل بسيد الخلق، وبسند الطريق والصالحين رضوان الله عليهم أجمعين.

## وفاته
توفى في قرية الشكينيبة يوم العاشر من ذي الحجة سنة 1380هـ ـ1960عن سبع وتسعين سنة تقريبًا أمضاها في الطاعة والإرشاد والتعليم ونفعنا به، ودفن بجوار مسجده في الشكينيبة ومخبره ظاهر يزار.